# Индира Ганди
Индира Приядаршини Ганди (на хинди: इन्दिरा गांधी) е индийски политик, министър-председател на Индия от 1966 до 1977 и от 1980 до 1984 година.

## Биография
Родена е в град Аллахабад (днес в щата Утар Прадеш). Тя е единствената дъщеря на Джавахарлал Неру, първия министър-председател на Индия и лидер на партията Индийски национален конгрес (ИНК). Омъжена е за индийския политик и журналист Фероз Ганди (1913 – 1960) (въпреки същата фамилия няма родствена връзка с другото известно семейство Ганди на Махатма Ганди).

### Политическа кариера
След смъртта на баща ѝ през 1964 г. е избрана от ИНК за депутат в Лок Сабха (долната палата на парламента на Индия), работи в правителството на Лал Бахадур Шастри. Когато премиерът умира през 1966 г. в Ташкент по време на мирни преговори с Пакистан, Индира Ганди става лидер на ИНК и премиер на Индия (както и 2-рата в света жена – министър-председател след Сиримаво Бандаранайке в Цейлон).
През 1969 година, след вътрешнополитически борби в ИНК, Ганди оглавява Независимата партия на конгреса, по-късно официално призната от централната избирателна комисия на Индия за правоприемник на ИНК. Разколът в партията е породен от желанието на Ганди да провежда по-социално ориентирана политика и затопляне на отношенията със СССР. На парламентарните избори през 1971 г. печели победа под лозунга за борба с бедността.
В същото това време Индия отново е във война с Пакистан, породена след интервенция на индийски войски в обхванатия от борба за независимост Източен Пакистан и провъзгласената република Бангладеш.
Индира Ганди национализира банките; в годините на нейното управление в страната с бързи темпове се развива промишлеността, в това число тежката; пусната е в експлоатация първата АЕЦ (в щата Махаращра); в селското стопанство протича така наречената Зелена революция, благодарение на която Индия за първи път от много години става независима от външни доставки на хранителни продукти и селскостопанска продукция.

### Извънредно положение
През 1975 г. Върховният съд в Аллахабад признава Индира Ганди за виновна по обвинения в избирателни нарушения на изборите през 1971 г. и нарежда да подаде оставка и забрана за политическа дейност в продължение на 6 години. В отговор Ганди, позовавайки се на член 352 от Конституцията, обявява извъредно положение. По време на извъредното положение Индия постига редица успехи, например практически са прекратени тежките религиозни конфликти. Някои мерки не са никак популярни, като наредбата за стерилизация за овладяване на непрекъснатия прираст на населението, закриването на някои вестници и ограничаването на политическите свободи.

### Конфликт със сикхите
През 1977 г. Ганди надценява собствената си популярност и назначава извънредни избори, които губи. Връща се на власт през 1980 година. Вторият ѝ мандат като премиер е изпълнен с конфликти със сикхите, живеещи в щата Пенджаб. Лидерът на сикхите Джарнаил Сингх Бхидранвал обявява Сикхската независима самоуправляема общност. Сепаратистите поддържат Пакистан в тежкия конфликт между тези съседни страни. През юни 1984 г. превземат светинята на сикхите – Златния храм в Амритсар. В отговор индийското правителство провежда военна операция „Синя звезда“, при която храмът е освободен, а около 500 негови защитници са убити.

### Убийството
Отмъщението на сикхите не закъснява – на 31 октомври 1984 г. Индира Ганди е убита от собствените си телохранители. За утрото на 31 октомври премиерката има планирана среща, която очаква с особено удоволствие – телевизионно интервю с известния английски писател, драматург и актьор Питър Устинов. Тя дълго се подготвя за срещата, поставя завеси с цвят на шафран, които по нейно мнение трябва да допълват ефекта на екрана. Решава да свали бронираната жилетка за интервюто, смятайки, че я прави пълна, което по-късно се оказва фатално.
Охранителите Беант Сингх и Сатвант Сингх са на постовете, разположени на пътя, водещ от резиденцията на премиера към личния ѝ кабинет. Оттам преминава и свитата на Индира Ганди. Разминавайки се с охранителите, тя приветливо им се усмихва. Изваждайки пистолет, Беант Сингх 3 пъти стреля в премиерката. Едновременно и Сатвант Сингх прострелва Индира Ганди. Убийците са застреляни веднага след това от охраната. Беант Сингх извиква преди смъртта си: „Аз направих, каквото исках. Сега вие направете каквото искате.“ Повече не може да говори и издъхва; вторият убиец пада прострелян, но още жив.
В същото време, когато Индира Ганди умира, Питър Устинов и неговата снимачна група очакват премиерката. Човек от екипа му казва: „Май чух 3 единични изстрела, а след това и автоматична стрелба. Явно убийците са искали да свършат работата със 100 процента сигурност. Те просто не оставиха на жертвата никакъв шанс...“
Взрив от възмущение обхваща Индия след убийството на премиерката. Гневът на народа изригва срещу сикхите. Из цялата страна започват гонения срещу сикхските екстремисти, съпроводени с насилие. Властта се опитва да защити невинните, но в течение на няколко седмици жертви стават стотици жители на Пенджаб. Правителството така и не разбира кой е възложител на убийството на Индира Ганди.
В историята на своята страна Индира Ганди е не само първата жена, заемала премиерския пост, но също умна и енергична политичка, сторила много за укрепване на страната и международния ѝ авторитет. Тя е също сред лидерите на „Движението на необвързаните“.

## Наследство
След смъртта на Индира Ганди неин приемник става синът ѝ Раджив Ганди (убит от тамилска терористка през 1991 г.), като оглавява партията и страната. Неговата вдовица Соня Ганди печели изборите начело на партията ИНК през 2004 г.
Децата на Раджив и Соня Ганди (внуци на Индира Ганди), също са поели по пътя на политиката. Синът им Рахул Ганди е член на парламента от ИНК, а дъщеря им Приянка Ганди е в екипа на Соня Ганди.
На Индира Ганди е наречена улица в квартал „Люлин“ в София (Карта).

## Цитати
- „Истинският път в живота, това е пътят на Истината, Ненасилието и Любовта.“
- „Историята е най-добрият учител, който има най-лошите ученици.“
- „Мъченическата смърт не е краят, а едва началото.“
- „Баща ми беше държавен мъж. Аз съм само жена политик. Баща ми беше светец. Аз не съм.“
- „Не мисля, че мъжете са освободени в по-голяма степен от жените.“
- „Не можете да си стиснете ръцете, ако сте със свити юмруци.“
- „Не можем да говорим за свобода там, където хората гладуват.“

## Отличия
- През 1984 г. получава Ленинска награда за мир от СССР.